# سمرک (استان پودکارپاتسکیه)
سمرک (به لهستانی:  Smerek) یک روستا در لهستان است که در گمینا چیسنا واقع شده‌است. سمرک ۱۰۰ نفر جمعیت دارد و ۶۴۴ متر بالاتر از سطح دریا واقع شده‌است.